# Perigrapha scriptobella
Perigrapha scriptobella är en fjärilsart som beskrevs av Márton Hreblay 1996. Perigrapha scriptobella ingår i släktet Perigrapha och familjen nattflyn. Inga underarter finns listade i Catalogue of Life.